# Edmund Rogalski
Edmund Rogalski (ur. 22 października 1891 w Kłecku, zm. 3 lipca 1961 w Jarocinie) – żołnierz armii niemieckiej i kapitan piechoty Wojska Polskiego II RP, dowódca kompanii kłeckiej podczas powstania wielkopolskiego, kawaler Orderu Virtuti Militari, autor monografii nt. udziału kłecczan w walkach wyzwoleńczych 1918–1919.

## Życiorys
Urodził się w rodzinie kupca Wincentego i Walentyny z d. Imbierowicz. Będąc uczniem gimnazjum w Gnieźnie został wydalony wraz z dwoma kolegami za przynależność do tajnej organizacji, Towarzystwa Tomasza Zana. Wydalonych objęto zakazem uczęszczania do gimnazjów na terenie Wielkopolski. Dalszą naukę kontynuował w Nadrenii, w Oberlahnstein pod Koblencją, następnie rozpoczął studia na Uniwersytecie w Berlinie na wydziale filozoficznym.
Od 2 sierpnia 1914 został powołany do wojska pruskiego. Najpierw jako szeregowiec, a od 22 marca 1915, po kursie oficerskim jako podporucznik i dowódca kompanii. Ranny w nogę na froncie francuskim (20% inwalidztwa) walczył dalej we Francji, Belgii, Rumunii. W 1918 po powrocie z frontu organizował w Kłecku oddziały powstańcze, od 28 grudnia 1918 był komendantem powstańców. Walczył na froncie północnym w bitwach pod Łopiszewem, Łopiennem, Nakłem, Szubinem, Rynarzewem. Był jednym z pięciu oficerów w sztabie gnieźnieńskim.
„Za samodzielny wkład w zwycięstwo powstania wielkopolskiego otrzymał Order Virtuti Militari”.
Od 4 czerwca 1919 w składzie 5 pułku strzelców Wkpl.. Do 1923 był dowódcą garnizonu w Jarocinie. 3 maja 1922 został zweryfikowany w stopniu kapitana ze starszeństwem z 1 czerwca 1919 i 236. lokatą w korpusie oficerów piechoty, a jego oddziałem macierzystym był wówczas 67 pułk piechoty. Z dniem 31 grudnia 1922, na własną prośbę, został przeniesiony do rezerwy. Od 1923 był dyrektorem Kasy Chorych w Gnieźnie. W 1925 został wybrany na burmistrza miasta Jarocina (od 1 V 1925) – był nim przez 12 lat, i ponownie sprawował tę funkcję od 1937.
W 1939 wyjechał z dokumentami miejskimi. Po aresztowaniu w listopadzie 1939 został wywieziony wraz z całą rodziną do obozu w Cerekwicy, w grudniu 1939 do Opoczna, (zamieszkali przy ul. Sienkiewicza 2) gdzie przebywał do końca wojny. W Opocznie poza pracą zawodową (jako tłumacz) pracował społecznie, pełniąc funkcję przewodniczącego Rady Głównej Opiekuńczej delegatury Opoczno. Organizował kuchnie i pomoc dla ubogich i wysiedlonych, również powstańców warszawskich. W styczniu 1945 podczas bombardowania Opoczna został ranny. Nie odzyskał już nigdy pełnej sprawności. Jako inwalida (75%) po długim leczeniu pracował w Spółdzielni Inwalidów. Zmarł w wyniku wypadku w 1961 w Jarocinie, tam też został pochowany.
Edmund Rogalski od 1919 był żonaty z Kazimierą z Wrzyszczyńskich, z którą miał troje dzieci: Otylię (ur. 1920), Bogumiła (ur. 1926) i Teresę (ur. 1927).

## Twórczość
W 1936 Edmund Rogalski opublikował w Jarocinie „Kompanja kłeckowska”, która w 2012 r. ponownie została wydana staraniem Dawida Junga i Bartosza Borowiaka. O wartości publikacji wspomina prof. zw. dr hab. Jerzy Siepak z Uniwersytetu im. A. Mickiewicza: Ta książka ma olbrzymią wartość, bo na te lata kapitan Rogalski był naprawdę dobrze przygotowany do historycznego opisu wydarzeń powstańczych. Dobrze, że to się ukazało w postaci książki, w postaci takiego egzemplarza, który wzbogaca w ogóle literaturę powstańczą. Bardzo się cieszę, że została ta książka wykorzystana do scenariusza filmu o powstaniu wielkopolskim (...) Kompania kłeckowska na ziemiach dawnego zaboru pruskiego zdobyła wiele miejscowości, idąc pod Chodzież, tam zdobyli olbrzymie tereny dla Polski, które później w traktacie wersalskim my musieliśmy oddać Niemcom. Ale naprawdę to jest wspaniałe. Poza tym takim akcentem kłeckowskim jest jeszcze jedno miejsce – duży pomnik poległych dziewięciu powstańców wielkopolskich na cmentarzu miejskim; po drodze, idąc na ten cmentarz, jest dziewięć rosnących lip, poświęconych tym powstańcom, do dnia dzisiejszego one rosną (...).

## Upamiętnienie
Dramaturg Gerard Górnicki poświęcił Edmundowi Rogalskiemu sztukę „Poszli ci, którzy powinni” wystawioną w Teatrze Polskim w Poznaniu 28 grudnia 1978.  Muzykę do spektaklu napisał Jan Kaczmarek. Natomiast 27 grudnia 1984 kłecczanie odsłonili marmurową tablicę na rynku upamiętniającą Kompanię Kłeckowską oraz Edmunda Rogalskiego.
Andrzej Gogulski w 2015 napisał biografię Edmunda Rogalskiego pt. „W przyjaźni z życiem: biografia Edmunda Rogalskiego, burmistrza Jarocina w latach 1925-1939” wydaną przez Południową Oficynę Wydawniczą Sp. z o.o.
W Jarocinie jedna z ulic nosi miano Edmunda Rogalskiego.

## Ordery i odznaczenia
- Krzyż Srebrny Orderu Wojskowego Virtuti Militari nr 3067[1][12] – 8 kwietnia 1921 „za walki z niemcami w Poznańskiem”[13][14]
- Krzyż Niepodległości[2][1]
- Wielkopolski Krzyż Powstańczy[5]
- Odznaka Pamiątkowa 59 Pułku Piechoty Wielkopolskiej[15]